# Don Juan DeMarco
Don Juan DeMarco és una pel·lícula estatunidenca del 1995, produïda per Francis Ford Coppola i dirigida per Jeremy Leven. Fou protagonitzada per Johnny Depp, Marlon Brando i Faye Dunaway. Ha estat doblada al català

## Argument
Un home jove, amb una màscara i una capa (Johnny Depp) està aturat a una tanca i la seva intenció sembla el suïcidi. És rescatat per la policia i enviat a un consultori pisquiàtric. Hi és posat en mans del doctor Jack Mickler (Marlon Brando), un psiquiatre en camí a punt de jubilar-se. El pacient li narra al doctor que ell és realment el gran amant Don Joan DeMarco, aquell que va seduir 1.500 dones, però que ha caigut en una depressió en no haver pogut conquerir la dona dels seus somnis. El doctor Mickler té un termini de 10 dies per treballar amb el seu pacient, després haurà de decidir si el tractarà amb fàrmacs o si l'enviarà a un hospital psiquiàtric. A mesura que les converses van desenvolupant-se, Don Joan parla ininterrompudament sobre la seva vida i l'art amatori, i el doctor comença a assabentar-se que les filosofies del seu pacient l'ajuden a recuperar la seva pròpia vida sentimental amb la seva dona, Marilyn Mickler (Faye Dunaway), que està en decadència.

## Repartiment
- Johnny Depp: John Arnold DeMarco/Don Juan
- Marlon Brando: Dr. Jack Mickler
- Faye Dunaway: Marilyn Mickler
- Selena Quintanilla-Pérez: cantant ranchera
- Géraldine Pailhas: Doña Ana
- Franc Luz: Don Antonio
- Bob Dishy: Dr. Paul Showalter
- Rachel Ticotin: Doña Inez
- Talisa Soto: Doña Julia
- 'Tiny' Lister, Jr.: Rocco Compton
- Richard C. Sarafian: Detective Sy Tobias
- Tresa Hughes: Àvia DeMarco
- Stephen Singer: Dr. Bill Dunmore
- Marita Geraghty: dona al restaurant